# 올 아이즈 온 미 (영화)
《올 아이즈 온 미》(영어: All Eyez on Me)는 2017년 개봉한 미국의 전기 영화로, 래퍼 투팍의 삶을 다룬다. 제목은 투팍의 곡 "All Eyez on Me"에서 따온 것이다. 디미트리어스 십 주니어가 투팍을 연기하였다.

## 출연진
- 디미트리어스 십 주니어 - 투팍 샤커
- 다나이 구리라 - 아페니 샤커
- 캣 그레이엄 - 제이다 핑킷
- 애니 일론제 - 키다다 존스
- 도미닉 L. 산타나 - 슈그 나이트
- 로런 코핸 - 릴라 스타인버그
- 키스 로빈슨 - 애트론
- 자말 울러드 - 노토리어스 B.I.G.
- 코디 하드릭트 - 나이젤
- 힐 하퍼 - 인터뷰 진행자
- 클리스톤 파웰 - 플로이드
- 제이미 헥터 - 무툴루 샤커
- 그레이스 깁슨 - 페이스 에반스
- 조쉬 벤츄라
- 톰 쏜 - 판사

## 같이 보기
- 노토리어스 (영화)
- 스트레이트 아웃 오브 컴턴